# Gobi Uppenberg

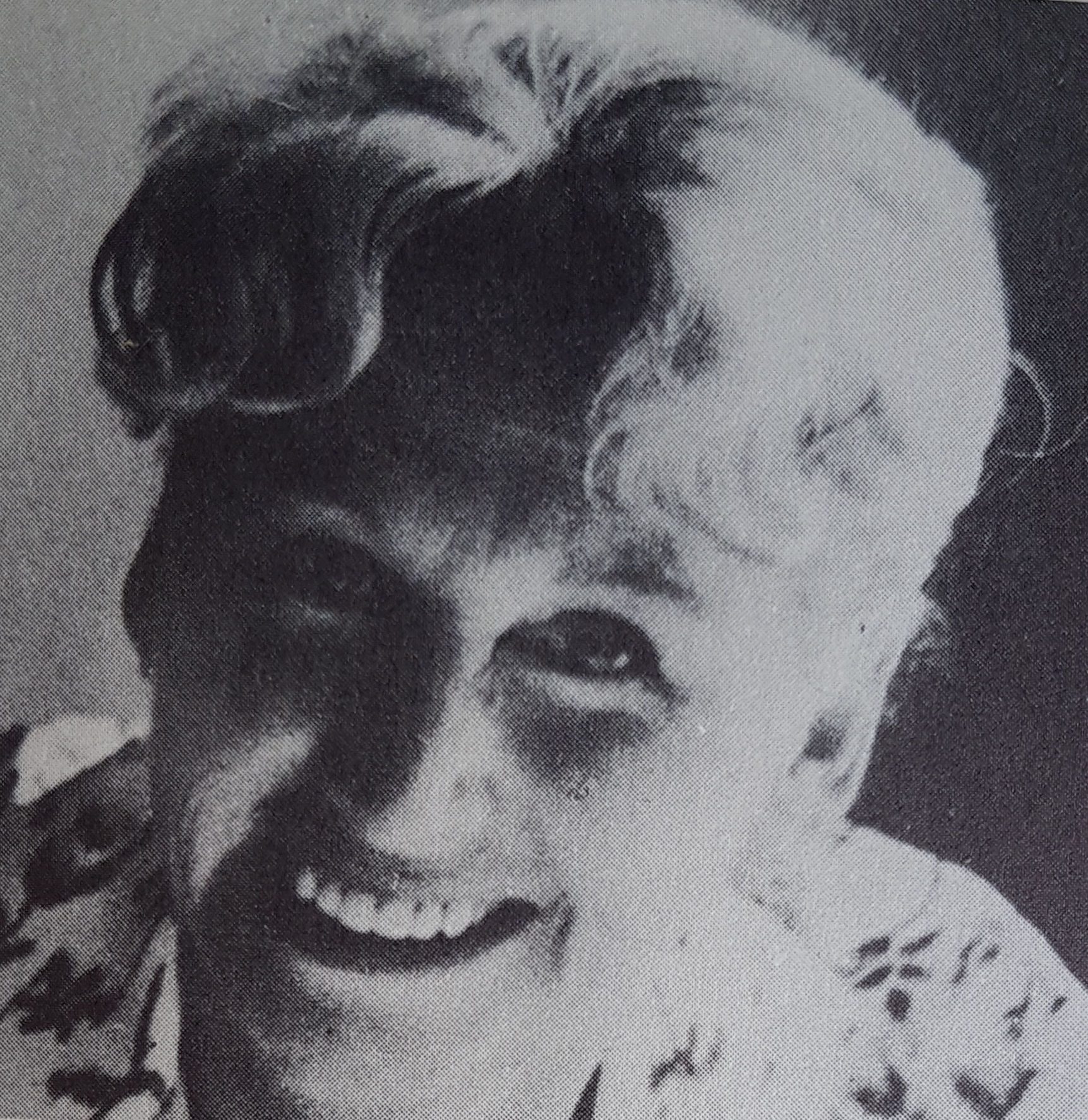
Gobi Uppenberg.

Lilly Margareta (Gobi) Uppenberg, född Widholm 26 oktober 1906 i Stockholm, död 1967, var en svensk tecknare och målare.
Hon var dotter till Gunnar Widholm och Lilly Götz och från 1947 gift med disponenten Lennart Uppenberg samt mor till Lilian Uppenberg. Efter utbildning vid Tekniska skolan i Stockholm 1924–1929 arbetade hon huvudsakligen som illustrations-, karikatyr- och reklamtecknare och genomförde en rad studie- och teckningsresor till bland annat Frankrike, USA, Mexiko och Spanien. Hon anställdes 1944 som tidningstecknare vid Expressen och blev känd för att i sina teckningar föra en elegant linjestil som förekommer i flera amerikanska tidningar. Hon var även medarbetare i de amerikanska tidningarna Ladies Home Journal, Esquire och Colliers. Hon medverkade med teckningar vid en utställning på Konstsalong Rålambshof i Stockholm 1945 och med reklamteckningar på Galerie Moderne 1957 samt med temperamålningar på Welamsons konstgalleri 1949. För Husmodern skapade hon den tecknade serien Pian och hon illustrerade bland annat Astrid Lindgrens bok Kati i Amerika 1950 och Ingrid Evers Helvasst sa Jan 1946.